# Халики
Халики (на гръцки: Χαλίκι) със старо име до 1928 г. Дериковон (на гръцки: Δερίκοβον) е планинско село в Република Гърция, дем Термо, област Западна Гърция. Селото има население от 37 души към 2011 г.
Заедно със съседните села [[Дафни (дем Термо)|Дафни], Ладико и Неросирти образуват местна общност.